# Второй буддийский собор
Второй буддийский собор в 383 до н. э. провёл царь Каласока в Вайшали, примерно через 100 лет после паринирваны Будды. Собор ознаменовался конфликтом между традиционными школами буддизма и более либеральными интерпретациями, известными как Махасангхика. Существует другая версия о том, что большинство участников собора (Махасангхика) отказалось принимать дополнение к правилам, предложенное меньшинством (Стхавиравада).

## История

### Версия об облегчении монашеского устава
В соответствии с традиционными школами, Будда был лишь обычным человеком, достигшим просветления, и этот опыт могли повторить монахи, следуя монашеским правилам. Преодолевая страдания, монахи могли стать архатами. Сторонники Махасангхики считали такой взгляд эгоистичным. Они считали, что цель достижения архатства несущественна, а истинная цель — достижение полного состояния Будды. Такое воззрение в дальнейшем нашло отражение в Махаяне. Сторонники Махасангхики считали необходимым облегчить монашеский устав (виная) и эта позиция была популярна среди большинства монахов и сторонников буддизма.
В последовавшее за паринирваной Будды и Первым Буддийским Собором столетие Дхамма обретала все большую популярность, а монашеская сангха росла. Несмотря на то, что Учение строго передавалось от старших монахов к младшим, к тому времени уже начали появляться произвольные толкования некоторых положений Учения и отступления от правил Винаи. Именно последнее обстоятельство послужило причиной для проведения Второго Буддийского Собора, который, по легенде, состоялся после возникновения разногласий между консервативными и либеральными членами Сангхи. Утверждалось, что монахи из города Весали, в литературе часто называемые Ваджиптутака, нарушили десять второстепенных правил, изложенных в монашеских правилах Винаи.
Исторические записей так называемого «второго буддийского собора» в основном проистекают из канонических Виная различных школ (Тхеравада(Пали: Theravāda), Сарвастивада(Пали: Sarvāstivāda), Муласарвастивада (Пали: Mūlasarvāstivāda), Махасангхика (Пали: Mahāsanghika), Дхармагуптака (Пали: Dharmaguptaka) и Махищасака (Пали: Mahīśāsaka)). В большинстве случаев эти записи находятся в конце Виная, в части, называемой Скандхака(Пали: Skandhaka). Хотя неизбежно было несогласие по некоторым вопросам деталей, они все-таки договорились примерно о следующем.
Около 100 или 110 лет после Ниббаны Будды, монах по имени Яса, при посещение Весали, заметил что практика среди ряда местных монахов стала вялой (неактивной). Наиболее важным было то, что в Весали монахи, известные как Ваджиптутака, согласились брать деньги.
Значительные споры вспыхнули, когда Яса отказался следовать этой практике. Он был привлечен к суду по Ваджиптутакаски и защищал себя сам, цитируя на публике отрывки канонических писаний, касающихся использования денег монахами. Стремясь урегулировать этот вопрос, он получил поддержку группы монахов из других регионов, преимущественно на западе и юге страны. Группа согласилась поехать в Весали урегулировать этот вопрос. После перемещения, было проведено заседание, на котором присутствовали 700 монахов. Совет восьми был назначен для рассмотрения данного вопроса. Он состоял из четырёх местных жителей и четырех «западных», но некоторых из них местные жители уже тайно перетянули на свою сторону. Каждый из десяти пунктов был отражен в различных канонических прецедентах. Комитет вынес решение против монахов Ваджиптутака. Они представили это решение на Ассамблеи, с которым согласились единогласно. На этом канонические писания заканчиваются.
Конкретно, спор разгорелся из-за «Десяти пунктов правил» Винаи, которые не выполнялись некоторыми группами монахов.
1. Хранение соли в рогах-сосудах.
2. Трапеза после полудня.
3. Посещение деревни с просьбой о подаянии повторно после трапезы.
4. Прохождение церемонии Упосатха с монахами той же местности.
5. Вынесение официальных суждений при неполном собрании монахов;
6. Следование определённым практикам по причине того, что эти практики исполнял учитель или наставник.
7. Употребление кислого молока после обеденной трапезы.
8. Употребление крепких напитков до ферментации.
9. Использование накидки неправильного размера.
10. Употребление золота и серебра.

Последний пункт был особенно важен, так как золото и серебро было связано непосредственно с деньгами. Важным считался также шестой пункт, который позволял монахам отказываться от правил Винаи, потому что их учитель им не следовал.
Собор закончился осуждением нарушителей правил винаи и Махасангхиков, которые покинули собрание. В дальнейшем сторонники Махасангхики обитали в северо-западной Индии и Средней Азии.

### Версия о дополнении Стхавиравадой правил Винаи
Большинство источников относят появление школы Махасангхика ко Второму буддийскому собору. Свидетельства, касающиеся Второго собора, запутанны и неоднозначны, однако считается, что основным его результатом стал раскол сангхи на две школы — Стхавиравада и Махасангхика. При этом, согласия относительно причин этого раскола пока не наблюдается. Эндрю Скилтон предположил, что проблему различных свидетельств решает Шарипутра-париприччха (Śāriputraparipṛcchā), документ, который является древнейшим сохранившимся свидетельством о расколе. Согласно этому документу, собор был созван на Паталипутре по вопросам Винаи, а раскол произошел потому, что большинство участников (Махасангхика) отказалось принимать дополнение к правилам, предложенное меньшинством (Стхавиравада). Из-за этих правил махасангхики решили, что стхавиравады пытаются изменить оригинальную Винаю и становятся отступниками.
Исследователи пришли к общему согласию относительно того, что причиной раскола стало именно обсуждение Винаи, и отмечают, что свидетельства школы Махасангхика поддерживаются самими текстами Винаи, а тексты школы Стхавиравада содержат больше правил, чем тексты школы Махасангхика. Современная наука в целом соглашается с тем, что Виная Махасангхики является старейшей. Согласно Скилтону, в будущем ученые могут решить, что исследование школы Махасангхика будет способствовать лучшему пониманию ранней Дхармы-Винаи, чем школы Тхеравада.